# Косово и Метохија
Косово и Метохија — скраћено КиМ (алб. Kosovа dhe Metohiа), званично Аутономна Покрајина Косово и Метохија — АПКиМ (алб. Krahina Autonome e Kosovës dhe Metohisë), понекад кратко Косово (алб. Kosova), или Космет (од Косово и Метохија), је аутономна покрајина у саставу Србије. Налази се у средишту Балканског полуострва, а чине је области Косово и Метохија. Граничи се на југоистоку са Северном Македонијом, на југозападу са Албанијом и на западу са Црном Гором. Према попису из 2024. било је 1.586.659 становника. Службени језици су српски и албански, а седиште администрације се налази у Приштини.
Од завршетка рата на Косову и Метохији (1998—1999) и НАТО бомбардовања Југославије (1999), Косово и Метохија се у складу са Резолуцијом 1244 Савета безбедности УН налазе под привременом управом Уједињених нација (УНМИК). Група људи на челу са Албанцима, под називом „Демократски одабране вође наших људи”, донела је 17. фебруара 2008. Декларацију о независности Косова. Независност Републике Косово је признала 91 од свеукупно 193 државе чланице Уједињених нација.

## Име
Назив Косово потиче од словенске, српске речи кос — црна птица, а појам Косово означава, на српском језику, област насељену тим птицама. Име Метохија долази од грчке речи метох, којом су била називана црквена имања, пошто су значајни земљишни поседи са селима у тој области били не само у власништву Пећке патријаршије, него су повељама српских владара, многи њихови поседи у Метохији, укључив и читава села додељивани појединим српским манастирима, пре свега владарским задужбинама, попут Високих Дечана или Светих Архангела. Део владарских поседа у Метохији био је често уступан на трајно коришћење манастиру Хиландару на Светој гори.

## Географија
Косово и Метохија заузима 10.910 2 и 1999. године је према проценама имало готово два милиона становника. Налази се источно од Црне Горе, југоисточно од Рашке области, северозападно од Северне Македоније и северно од Албаније. Највећи градови су Приштина и Призрен. Покрајина се састоје из две области, Косова на истоку и Метохије на западу.
Метохија на најширем делу има 23  ширине, а дуга је око 60 , на просечној надморској висини од 550 . Главна река је Бели Дрим. Метохију окружују планине Мокра Гора на северу и северозападу, Проклетије на западу, Паштрик на југозападу, Шар-планина на југу и југоистоку и Дреница, која је одваја од остатка Косова, на истоку и североистоку.
Покрајина је углавном брдовита. Најпопуларнији туристички центри је Брезовица на Шар-планини, која се налази на југу и југоистоку на граници са Македонијом. Највећи врх је Ђеравица (2.656 ), на Проклетијама, на граници Албаније и Црне Горе. Део планине Копаоник се налази на северу ове покрајине. Од река, највеће су Бели Дрим, Биначка Морава, Ситница, Ибар.
Клима на Косову и Метохији је континентална, са топлим летима и хладним зимама.

## Историја
Историја Косова и Метохије је уско повезана са историјом средњовековне српске државе. Многобројни манастири и цркве као и остали споменици културе сведоче о присуству многих народа још из античког доба.
Карактеристика данашњег Косова и Метохије је разноликост становништва. Ова миграциона кретања су почела још у доба Илира, и настављала се кроз период Римског царства, насељавања Словена на Балканско полуострво, османских освајања, угарско-турских ратова 1448, Аустријско-турских ратова 1683—1699, 1716—1718. и 1737—1739, српско-турских ратова 1876—1877. и 1877—1878, балканских ратова 1912—1913, Првог светског рата и Другог светског рата. Даље промене су условљене исељавањем неалбанског становништва од 1945. до 1999. и НАТО бомбардовањем Југославије 1999, која доводи до даљег исељавања и прогона Срба и другог неалбанског становништва.

### Античко доба
У античко доба простор данашњег Косова и Метохије се називао Дарданија. Дарданци су насељавали и простор данашње југозападне Србије и део Северне Македоније.
У 3. и 2. веку пре нове ере, овим регионом су владали дардански краљеви: Лонгарус, Бато и Монуниус, као и Етута, Монуниусова ћерка. Косово и Метохија затим долазе под власт Македонаца.
Римљани освајају територију Косова и Метохије 75. године, у току Илирских ратова. Територија улази у састав римске провинције Горње Мезије (лат. Moesia Superior). Од цара Диоклецијана чини засебну провинцију Дарданију (лат. Dardania).

### Средњи век
Од поделе Римског царства 395. године до краја 12. века подручје је наизменично под контролом Византије, Бугарског царства и Самуиловог царства. Јужни Словени долазе на Балканско полуострво у 7. веку. Током 12. века Срби из Рашке почињу да продиру на подручје Косова и Метохије које је такође настањено Србима, али је под византијском влашћу. Долази до сукоба између Византије и владара српских држава, Дукље и Рашке. До првог сукоба дукљанског владара Константина Бодина са византијском војском долази 1073. године код утврде Пауни на Косову. Бодин је изгубио битку и пао у заробљеништво.
Рашки велики жупан Вукан је успео да одржи Звечан 1091. године. Из њега је вршио походе даље и спалио Липљан. Даље победе против Византије је извојевао 1096, али 1106. доживљава пораз. Крајем 12. века жупан Стефан Немања долази до Липљана. Године 1170. код села Пантина на левој обали Ситнице односи победу над византијском војском.
Од пада Цариграда 1204. па до пада Србије под османску власт 1459. осам деценија после Косовске битке, подручје Косова и Метохије израста у средиште средњовековне Србије, као културни, духовни и политички центар, премрежен стотинама цркава, владарских и властеоских задужбина, већег броја утврда и двораца, често привремених престоница (Пауни, Сврчин, Неродимље, Призрен). Читаво подручје било је важно раскршће путева којима су пролазили каравани. Неко време је град Призрен, најчешће у традицији, помињан као престоница српских владара Душана и Уроша. У непосредној близини града Пећи било је најпре седиште Архиепископије пећке, од средине 13. века, а затим и средиште Пећке патријаршије (1346—1457. и поново 1557—1766). Пре доласка Османлија, подручје се привредно убрзано развијало.
У привредном погледу, територија Косова и Метохије је чинила економски недељиву целину и централно привредно подручје српске средњовековне државе. То је била област са сточарским, ратарским и виноградарским насељима, окружених на ободу зонама рударске производње, насељима занатског типа и трговима, на којима су се окупљали домаћи трговци Срби и они из приморских градова.
Средњовековни рудници на Косову (Трепча, Ново Брдо, Јањево), активирани су за необично дуге и успешне владавине краља Милутина (1282—1321). Рудник Трепча се спомиње од 1303. као значајно налазиште олова и сребра. Ново Брдо је један од најважнијих рудника Србије тога доба и један од највећих на Балкану. Из рудника у Новом Брду вађени су и сребро и олово. Сребро у том руднику је било помешано са златом (глама), а српски владари су имали добре приходе од рада рудника, што је било значајан извор прихода за јачање и опремање војске, као и за изградњу владарских задужбина, монументалних манастира, попут Грачанице у близини Приштине, Светог Стефана у Бањској, Богородице Љевишке у Призрену (све Милутинових задужбина), а затим и Високих Дечана, гробне цркве Стефана Дечанског, Светог Архангела, задужбине цара Душана, Манастир Светог Уроша у Неродимљу, затим у Мушутишту, Зочишту, граду Призрену, Средској жупи и многих других цркава и манастира широм ових двеју области, како мањих владарских тако и властеоских задужбина.
Косово и Метохија је дали две значајне српске династије: Лазаревиће, пореклом из Прилепца код Новог Брда, и Бранковиће, родом из Дренице, који су после слома Српског царства (1346—1371), Србијом владали у тешком раздобљу скоро девет деценија између 1371. и 1459. године.

### Косовска битка и последице
На Косову пољу, у близини Приштине 1389. године одиграла се знаменита Косовска битка, у којој су Срби, предвођени кнезом Лазаром, а уз подршку одреда Срба из Краљевине Босне под вођством војводе Влатка Вуковића, уз велике жртве, ипак одолели силовитим налетима бројно надмоћније војске Османског царства под султаном Муратом. У бици, у којој се убиством турског владара истакао српски витез Милош Обилић, учествовало је највероватније око 30.000 војника. Премда је битка остала без победника, јер су у њој погинула оба владара, а Турци се под новим султаном Бајазидом повукли у Брусу, Србија је, ослабљена, годину дана после битке била приморана да прими вазално однос према Турцима. Тиме се Турцима отварао пут за даље освајање Балканског полуострва. Између 1371. и 1398. године, осим кнеза Лазара који је држао север Косова, највећим делом централног Косова с Метохијом најдуже је владао зет кнеза Лазара, Вук Бранковић, родом из Дренице, који је тек више година после Косовске битке године постао турски вазал. У периоду од 1371. до 1378. године деловима Метохије (простором од Пећи до Призрена) владао је зетски владар, Ђурађ I Балшић.
После Косовског боја, одиграла се Грачаничка битка у којој је деспот Стефан Лазаревић, син и наследник кнеза Лазара, однео је победу 1402. против сестрића Ђурђа Бранковића, који је уз турску помоћ покушао да преотме земље које су раније припадале његовом оцу, Вуку Бранковићу. Током Друге косовске битке 1448. заповедник угарских војске Јанош Хуњади (познат у народу као Сибињанин Јанко) преко Крушевца долази на Косово поље са око 24.000 војника, али без подршке деспота Ђурђа Бранковића, турскога вазала. У дводневној бици угарских и крсташких витезова из суседних земаља против бројније војске турског султана Мурата II, Јанко Хуњади упркос великом јунаштву бива поражен на бојном пољу. Косово остаје под влашћу Српске деспотовине до јуна 1455, када је војска султана Мехмеда II Освајача после дугих опсада заузела Ново Брдо и Призрен, док је преостали део Деспотовине дошао под турску власт после пада Смедерева 1459. године.

### Косово и Метохија у саставу Османског царства
Између 1455. и 1912. године, Косово и Метохија су били у саставу Османског царства. У време турске владавине, на територији Косова и Метохије су образовани Вучитрнски и Призренски санџак, да би касније био формиран Призренски вилајет, а 1877. године и Косовски вилајет, првобитно са седиштем у Приштини, а потом у Скопљу. Када се на северу Србије издвојила Кнежевина Србија 1830, преостали делови Србије који су остали под османском влашћу, названи су, збирно, Стара Србија.
Продорима Османлија од краја 14. века, долази до померања српског и дела албанског становништва (Клименти) на запад и север Балканског полуострва. Турци тероришу, пљачкају и одводе народ у ропство. Због неподношљиве ситуације, долази до српских устанака, подстакнутих насиљима, док се током османско-хабзбуршких ратова Срби хришћани придружују, као посебна милиција, хабзбуршким трупама. После аустријских пораза, због турских одмазди долазило до масовних пресељења Срба на хабзбуршке територије Велике сеобе Срба).
Падом српске Деспотовине 1459. Турци успостављају свој спахијски систем. Подручје Косова и Метохије до године 1541. припада Румелијском пашалуку. Од 1541. до 1580. припада будимском, затим босанском, а од 1607. опет румелијском пашалуку. По турском систему долази до поделе на санџаке (округ), казе (срез), и нахије и кадилуке (општина). У борби против отпора становништва Турци користе исламизацију и друге методе. Исламизацију сматрају најбољим средством за смиривање подручја. Испрва у ислам прелазе феудалци, затим градско, и на крају и сеоско становништво. Процес исламизације траје све до краја 19. века, и Албанци масовно прелазе у ислам, а Срби делимично. Турци узимају младе Албанце у војску путем данка у крви и регрутацијом у јединице азапа, из којих редова се регрутују будући феудалци и војни команданти. Султан Селим  ослобађа дажбина сваку хришћанску кућу из које је бар један мушкарац прешао у ислам. Многе српске породице се селе на север и запад, а напуштена имања заузимају исламизовани Албанци и тако постепено шире властиту етничку територију. Албанци хришћани (племе Клименти) пружају отпор Турцима заједно са Србима.
После слома турске опсаде Беча и оснивања Светог савеза између Аустрије, Пољске и Млетачке републике 1684, долази до поновног буђења отпора покорених народа у Турској. У борбу против Турака ступају Срби и Албанци и неки се придружују аустријској војсци Силвија Пиколоминија која надире ка Скопљу. У Призрену се тој војсци придружује још око 20.000 људи, али смрћу Пиколоминија долази до осипања и пораза од Турака код Качаника дана 1. фебруара 1690. Са аустријском војском се повлаче и Срби из Приштине, Пећи, Косовске Митровице, Призрена и Новог Пазара у оправданом страху од турске освете. Предвођени српским патријархом Арсенијем Чарнојевићем, прелазе у Хабзбуршко царство, у данашњу Војводину, заједно са мањим групама Албанаца.
Током идућег рата Аустрије с Турском 1737—1739, хабзбуршки цар Карло VI позива хришћане у Србији на поновни устанак. Аустријанци заузимају Ниш, а српски устаници Нови Пазар 30. јула 1737. године. Патријарх Арсеније IV Јовановић упућује људе на Косово и северну Албанију да дижу народ на устанак. Устаници и Аустријанци наносе Турцима пораз код Нове Вароши у августу. Турском противофанзивом све је било изгубљено, а значајан број Срба и нешто Албанаца хришћана се поново сели преко Дунава у Аустрију. На празне поседе Турци насељавају Албанце муслимане досељене са севера Албаније (племена Гаши, Краснићи, Шаља, Бериша и други), и у подручје око Новог Пазара, где велики број преосталих Срба прелази у ислам да избегне турску одмазду. У наредном миграционом таласу Албанци насељавају области долине Лаба, јужне Мораве до Сурдулице и Лесковца, Скопља, Куршумлије и Ниша. У новим крајевима Турци су Албанцима муслиманима давали плодну земљу и повластице, што изазива гнев и мржњу код Срба хришћана. Свим овим миграцијама, српски етнички центар Србије се постепено помера из старих подручја Рашке и Косова у слив Мораве и на простор данашње Војводине.
Султан Селим  је покушао да уведе реформе реорганизацијом војске и управе. У то време већ долази до Првог и Другог српског устанка, којима је нова Србија из граница под Карађорђем, 1830. добила аутономију као вазална кнежевина у Османском царству. Стара Србија, јужно од граница обновљене Кнежевине Србије била је под влашћу често одметнутих албанских паша. Турске реформе 1835. године доводе до побуне албанских феудалаца у Пећи, Призрену, Ђаковици и Приштини. Муслимани из Призрена 1839. избацују турског команданта Исмет-пашу. Турци због тога успоравају реформе, а Албанци све више теже аутономији према централној власти у Цариграду. Турци појачавају насељавање Албанаца на Косово и Метохију пред Први српско-турски рат (1876—1877), Други српско-турски рат (1877—1878) и Црногорско-турски рат (1876—1878). Албанци су мобилисани и коришћени у борбама против Срба код Ниша, Јанкове клисуре, Јавору и Црној Гори. Током рата 1877—1878, наступањем српске војске према Врању долази до масовног повлачења албанског становништва из рејона Ниша, Лесковца, Топлице и других места (Нишки санџак), а они се потом настањују на Косово, док се Срби протерани са источног Косова (Лаб, Гњилане) настањују у топличком и прокупачком округу, све до Врања. Страхујући од даљег територијалног ширења Србије, Турци до 1912. успостављају гранични појас ка Србији, састављен од села насељених Албанцима.
Албанци оснивају Албанску лигу на састанку у Призрену 10. јуна 1878. Захтеви Турској су били аутономија за Албанце и уједињење четири вилајета (косовског, скадарског, битољског и јањинског) у један албански вилајет. Порта је ове захтеве одбила, а 1879. почео је велики албански устанак којим је турска власт била свргнута у Вучитрну, Призрену, Ђаковици, Приштини, Пећи и другим местима. Албанци су сурово прогањали косовско-метохијске Србе, сматрајући их главним поводом за ширење Србије ка југу и сталном претњом у случају новог рата.
У неким деловима Албаније долази такође до масовних албанских побуна. Турска шаље Дервиш-пашу са војском да разбије устанак, а он од априла 1881. улази у Призрен, Ђаковицу и Пећ. Албанска лига била је у крви угушена, али су привремено, поново, али у знатно мањој мери, избијали немири (1883. и 1884).
Положај Срба на Косову и Метохији, у последњим деценијама османске власти, посебно после 1878. нагло се погоршавао. Наоружани албански одметници муслиманске вере чинили су, некажњено, стална насиља, отмице имања, отмице девојака, паљење летине, крађу стоке, на шта као хришћани, без права да носе оружје, Срби нису могли да се бране, док су локалне турске власти, често у рукама албанских паша, толерисали насиља својих сународника почињена над Србима. Само у период у између 1890. и 1900. са Косова и Метохије, избегло је у Србију око 60.000 Срба, према подацима које је сакупила српска влада од својих конзула у Скопљу и Приштини. Ове податке додатно су потврдили и извештаји руских конзула у Призрену.
Од године 1905. до 1912. Албанци дижу низ устанака. У јулу 1908. у Урошевцу се окупља 20.000 људи и покушава се извести ослобођење од Турака. Међутим у то време долази до Младотурске револуције у Турској, а Турци обећавају становништву смањење пореза, демократизацију и побољшање општих животних услова. Учвршћењем своје власти Младотурци напуштају своја обећања и гуше албански отпор. Пропагира се идеја да су Албанци као муслимани Османлије. Због тога августа 1909. избија нови устанак на Косову и Метохији, а Порта шаље војску да га угуши силом. До битке долази код Качаника од 11. маја до 13. маја 1910. Турци односе победу уз око 600 погинулих.
Године 1912. поново долази до устанка под вођством Општег устаничког комитета, на подручју Дренице, Пећи, Ђаковице, и северне Албаније. Бајрам Цури диже устанак у подручју Краснићија (Krasniqi). Устаници заузимају читаво Косово, северну Албанију, па чак и Скопље, на шта Младотурска влада подноси оставку. Нова влада шаље делегацију која се састаје са представником Албанаца Хасаном Приштином. Турци одбијају захтеве за аутономију, употребу албанског језика у школама и администрацији, и финансирање развоја Косова и Метохије.

### Косово и Метохија у саставу Србије и Црне Горе
У Првом балканском рату, српска и црногорска војска ослобађају Косово и Метохију 1912. године. Српска војска Кумановском битком ослобађа Косово са Приштином и Призреном, а црногорска део Метохије, са градовима Исток, Пећ и Ђаковица. Српске и црногорске снаге сусрећу се у Ђаковици. Део Албанаца и Турака тада напушта Косово и Метохију заједно са пораженом османском војском.
Косово је 1913. године одлуком Народне скупштине било интегрисано у Краљевину Србију, а део Метохије је уклопљен у Краљевину Црну Гору.
Поразом српске војске 1915, која се повлачила ка Јадрану преко Албаније, аустроугарске јединице окупирају северни део Косова, а бугарске јужни (Призрен, Приштина, Качаник, Урошевац, Гњилане), где заводе веома окрутан окупациони систем. Аустроугари отварају школе на албанском језику да придобију становништво. После пробоја Солунског фронта 1918, Косово поново ослобађају француске савезничке снаге заједно са јединицама српске 2. армије у октобру 1918, и реинтегришу га у Краљевину Србију. Читаво Косово, а после сједињења Србије и Црне Горе и Метохија, као делови Србије, били су после 1. децембра 1918. у саставу новостворене Краљевине Срба, Хрвата и Словенаца.
Косово и Метохија су 1929, подељено између три бановине: Зетску, Моравску и Вардарску. Подручје је слабо развијено као и пре, са 62% домаћинстава на поседима величине испод 5 хектара. Аграрна реформа укида велике поседе и кметске и феудалне односе. У истом периоду започиње повратак Срба. По подацима из 1930, у 10 срезова је било предвиђено за 183.848 хектара за колонизацију. Било је појава одузимања земље од Албанаца, што доводи до побуна неких села, чак и до нивоа интервенције војске. Мржња Албанаца према колонизованим Србима расте. Управа и школе користе само српски језик, док се одлуком албанских бегова, за Албанце отварају само верске школе. Фашистичка Италија потпирује супротности зарад својих интереса у вези Албаније.
Комунистичка партија Југославије делује на Косову и Метохији и 1938. комунисти стварају назив Космет за подручје. Ствара се став према аутономности Космета и братској равноправности народа Косова, потврђен на 5. земаљској конференцији КПЈ 1940. у Загребу. Комунистичка омладина 1938. и 1939. штампа летке у којима се противи исељавању Албанаца у Турску, одузимања њихове земље и терора према њима. Постоје партијске организације у већим местима. Међутим, занимљива је бројност чланова: године 1940, КПЈ има 239 чланова, од тога 23 Албанца.

### Косово и Метохија у Другом светском рату
Између 1941. и 1945. године, за време фашистичке окупације, Италија је анектирала највећи део Косова и Метохије, делове Македоније и Грчке и прикључила их такозваној Великој Албанији, која је била италијански протекторат, краљевским указом од 12. августа 1941. Нацистичка Немачка заузима косовскомитровачки, лапски (подујевски) и вучитрнски срез, па у саставу окупиране Србије под Миланом Недићем остају и Трепча и Косовска Митровица, док мање делове источног Косова заузима Краљевина Бугарска, део гњиланског среза, део витинског краја, Качаник и Сиринићку жупу. Немци преузимају окупацију италијанске зоне од 1943. због капитулације Италије, након чега их додељују Краљевини Албанији.
Од Албанаца су формиране јединице помоћне полиције, у градовима 20-—30, а селима 10—15 људи. У већим местима су италијанске квестуре са 30—40 полицајаца. Од Албанаца Италијани формирају и батаљон фашистичке милиције, као и засебне полувојничке добровољачке јединице. Италијани укупно имају око 20.000 војника, 5.000 полицајаца и 5.000 наоружаних Албанаца, припадника разних квислиншких формација. Италијани се приказују као ослободиоци Албанаца, ствараоци Велике Албаније. У ту сврху уводе албански језик у управи и школству, и дозвољавају употребу албанске заставе. Немци на свом подручју формирају албанску жандармерију од 1.000 Албанаца, а још организују и око 1.000 добровољаца по селима. Бугарски окупатор почиње у свом подручју бугаризацију, а окупациона посада се састоји од 2 батаљона. Фашистички окупатор током Другог светског рата на територију Косова и Метохије насељава до 72.000 Албанаца из Албаније.
Током рата на терену Косова и Метохије деловале су много мање партизанске јединице него у осталим деловима земље. Велике репресалије, тежак живот под италијанском окупацијом, одвођење у логоре и на принудни рад су учинили своје. Такође, током Другог светског рата на територији Косова деловале су и четничке јединице Косте Миловановића Пећанца.
Срби на Косову окупацију доживљавају као губитак слободе, док Албанци слом Краљевине Југославије примају као олакшање свог положаја. Због тога је у току читавог рата КПЈ била неуспешна у покушају да масовно придобије Албанце за борбу против окупатора, што утиче на стање на Косову и Метохији. Због терора окупатора и албанских квислиншких банди, већи део Срба се сели у Црну Гору и Србију већ убрзо по почетку окупације. С њима одлази и око половина комуниста, па се тиме оријентишу на мање акције, саботаже и припреме за устанак.
Од 1945. до 1952. године на територији Косова и Метохије деловале су групе разбијених балиста (остатака албанских окупационих снага). У борби са њима учествовале су јединице Одељење за заштиту народа и Управе државне безбедности које су најчешће у појединачним окршајима разбиле остатке балиста док се одређени број извукао и сакрио у иностранству, док се један број њих предао и прикључио Брозовим партизанским јединицама.
Обласни комитет КПЈ за Косово и Метохију средином 1941. ствара Војни комитет. Прва диверзија је на жичари за превоз руде између Старог Трга и Звечана ноћу 17. на 18. јул 1941. Та група оснива копаонички НОП одред 25. јула 1941, који делује углавном ван територије Косова. У октобру 1941. оснива се и Метохијски НОП одред. Ипак, веће акције се не врше на територији Косова и Метохије све до почетка 1943, када постаје активнији НОП одред Зејнел Ајдини формиран крајем 1942.
Формирају се још Шарпланински позадински НОП одред октобра 1942, Шарпланински НОП одред новембра 1942, Карадачки НОП одред јануара 1943. и Емин Дураку НОП одред јануара 1943. априла 1943. гину Боро Вукмировић и Рамиз Садику, чланови ЦК КП. Упркос свим напорима, до коначног ослобођења Југославије, на Косову и Метохији није било слободне територије и партизани делују у врло тешким условима.
После капитулације Италије, Немци окупирају Албанију и Косово и Метохију. Немци формирају квислиншке организације Другу призренску лигу 16. септембра 1943. и Косовски пук (Regjiment Kosova) крајем 1943. Косовски пук уништава отпор и становништво на подручју Урошевац-Приштина-Косовска Митровица-Пећ-Призрен.
Немци и балисти средином фебруара 1944. почињу напад на јединице НОВ на територији Косова и Метохије и успевају скоро да униште Главни штаб НОВ и пратећу чету. Тек средином 1944. долази до масовнијег развоја устанка и од јуна се формира укупно око 7 бригада НОВ, под именом косовско-метохијске бригаде. У октобру 1944. почело је повлачење немачке војске (група армија Е) из Грчке преко Косова и Метохије, као и косовска операција, којом је требало уништити главнину немачких снага. У томе се није успело, али је подручје ослобођено после повлачења Немаца у новембру 1944.
Међутим, у децембру 1944. долази до масовне побуне Албанаца против НОВ и Југославије у већем делу Косова. Најтеже борбе су вођене у Дреници, а затим у Урошевцу, Гњилану и Косовској Митровици. Тако 2. децембра 1944. штаб НОВ и ПО ангажује против Дренице 3. и 7. косовско-метохијску бригаду, 25. бригаду 46. дивизије, Ибарски НОП одред и делове 3. и 5. дивизије НОВ Албаније. Пошто то није било довољно да се смири побуна касније је ангажовано свих 8 косовско-метохијских бригада, 46. дивизија, и 3. бригада 22. дивизије. Како су борбе и даље трајале, Врховни штаб НОВ и ПОЈ формира 52. дивизију 8. фебруара 1945. године од косовско-метохијских бригада, и уводи војну управу за подручје Косова и Метохије, под командом Сава Дрљевића. Тим мерама је тек у марту 1945. сломљен отпор Албанаца.
У току Другог светског рата, делови Косова и Метохије су били опустошени, а српско становништво поубијано, расељено, или послато у концентрационе логоре. Погинуло је најмање 6.200 људи из области Косова и Метохије.

### Косово и Метохија у СФРЈ
После завршетка рата, Косово и Метохија су враћени Југославији и улазе у састав Народне Републике Србије. Нова комунистичка власт 6. марта 1945. привремено забрањује повратак протераним Србима и Црногорцима на територију Косова Одлуком о привременој забрани повратка колонистима. Аутономна Косовско-метохијска Област (АКМО) званично је проглашена 10. јула 1945. године. Данашње границе област је добила 1959. године проширењем на северу, када су делови општине Рашка насељени искључиво српским живљем издвојени из те општине и додати општини Лепосавић, која је била у саставу аутономне области.
Априла 1963. године АКМО је уздигнута на ниво покрајине, поставши Аутономна Покрајина Косово и Метохија. Новембра 1968. године име покрајине је промењено у Социјалистичка Аутономна Покрајина Косово, чиме је термин „Метохија” уклоњен из назива. Између 1974. и 1989. године, Косово и Метохија је имало фактички статус федералне јединице Социјалистичке Федеративне Републике Југославије, иако је формално и даље било део Србије. У покрајинском руководству превагу је временом однела албанска сепаратистичка струја, што је након немира на Косову (1981) довело до погоршања у српско-албанским односима.
Косово и Метохија губи статус дефакто федералне јединице Уставом Србије из 1990. и усваја некадашњи назив Аутономна Покрајина Косово и Метохија у саставу Србије. Део Албанаца је 1990. године једнострано прогласио независност и успоставило Републику Косово, али то није признато ни од једне државе осим Албаније.

### Сукоби на Косову и Метохији
Након потписивања Дејтонског мировног споразума 1995. којим је окончан рат у Босни и Херцеговини, косовско-метохијски Албанци остали су незадовољни јер политички статус Косова и Метохије није ушао у ове преговоре, након чега започињу побуну на Косову и Метохији. Године 1996. албанска терористичка Ослободилачка војска Косова (ОВК) започиње сукобе са Полицијом Србије, нападима из заседе на патроле или мање полицијске станице.
Након дипломатских притисака Сједињених Америчких Држава и Европске уније на СРЈ да повуче војне и полицијске снаге са Косова и Метохије и омогући Албанцима већи степен аутономије, дошло је и до отворених претњи НАТО бомбардовањем. У октобру 1998. председник СРЈ Слободан Милошевић са америчким изаслаником Ричардом Холбруком постиже споразум о распоређивању посматрачке (верификаторске) мисије ОЕБС на Косову и Метохији и повлачењу дела војних и полицијских снага чиме је привремено отклоњена опасност од НАТО бомбардовања. И поред овога, терористички напади ОВК се настављају. Сукоби ОВК и снага безбедности Савезне Републике Југославије (СРЈ) се 1999. претварају у рат на Косову и Метохији, када су се терористички напади на регуларне снаге безбедности проширили на читав простор Косова и Метохије. Ово је довело до жестоке реакције полиције и укључивања Војске Југославије у сукоб.
Након случаја Рачак у јануару 1999. долази до нових претњи бомбардовањем од стране НАТО и појединих западних земаља. У фебруару 1999. одржана је мировна конференција позната као преговори у Рамбујеу, на којој су учествовали представници власти СРЈ, косовско-метохијских Албанаца, ЕУ, САД и Русије. Након три седмице преговора није постигнут никакав споразум. Ово је за САД и ЕУ био последњи покушај да се криза на Косову и Метохији реши мирним путем па су упутили отворени ултиматум властима СРЈ да доћи до НАТО бомбардовања уколико не прихвате предлог споразума из Рамбујеа, којим је предвиђено војно присуство НАТО снага у земљи и аутономија Косова и Метохије која се граничила са независношћу (предвиђен је референдум о независтности за три године).
Након што је СРЈ одбила предложени ултиматум, 24. марта уследило је НАТО бомбардовање Југославије, противно међународном праву (без сагласности Савета безбедности Уједињених нација). Бомбардовање је окончано након 78 дана Кумановским споразумом и Резолуцијом 1244 Савета безбедности УН. Након спровођења овог споразума, преко 200.000 Срба и других неалбанаца напустило је Косово и Метохију након континуираних напада албанских екстремиста и бивших припадника ОВК.

### Косово и Метохија под управом УН
Након завршетка рата на Косову и Метохији и НАТО бомбардовања Југославије, Косово и Метохија долазе под управу Уједињених нација (УНМИК). Према Резолуцији 1244 Савета безбедности УН, потврђен је суверенитет и територијални интегритет СРЈ (данас Србије) над Косовом и Метохијом.
На предлог Владе Републике Србије, Народна скупштина Републике Србије је 27. фебруара 2002. године донела одлуку о укидању Извршног већа Аутономне Покрајине Косово и Метохија, чиме је престала функција дотадашњих привремених покрајинских органа Републике Србије на подручју Косова и Метохије.
Дана 17. и 18. марта 2004. године догодило се масовно етничко чишћење Срба на територији Косова и Метохије познато као мартовски погром. Албански екстремисти су напали читаве српске заједнице и српске културно-историјске споменике, спроводећи девастирање православних светиња на Косову и Метохији.
Дана 17. фебруара 2008. године група људи која је себе назвала „Представницима народа Косова” усвојили су Декларацију о независности Косова, а након тога и Устав Републике Косово, који је ступио на снагу 15. јуна 2008. године. Србија је одбацила и оштро осудила ову Декларацију. Независност Републике Косово је признало 90 од 193 чланице Уједињених нација.
У октобру 2024. Влада Републике Србије усвојила је Предлог закона о проглашењу Косова и Метохије за подручје посебне социјалне заштите, који предвиђа исплату додатне новчане помоћи српским држављанима на Косову и Метохији, као и старијима од 65 година који нису остварили право на пензију. Влада је тада такође усвојила и Предлог закона о организацији и надлежности правосудних органа у процесуирању кривичних дела извршених на територији Косова и Метохије.

## Политика и међународни статус
Управа над Косовом и Метохијом је 1999. привремено предата Уједињеним нацијама под условима Резолуције 1244, која је усвојена дан након потписивања Кумановског споразума који је окончао рат на Косову и Метохији исте године. Резолуција потврђује суверенитет и територијални интегритет Савезне Републике Југославије (данас њене правне наследнице Србије) над Косовом и Метохијом, али од управе УН захтева да промовише успостављање „значајне аутономије и самоуправе” до „коначног решења” о статусу Косова и Метохије око ког је потребно да се усагласе две стране. Резолуција је захтевала повлачење Војске Југославије и Полиције Србије са територије Косова и Метохије, а такође навела КФОР, под вођством НАТО-а, као једине легалне оружане снаге на Косову и Метохији.
Истог дана по доношењу Резолуције 1244, успостављен је УНМИК. У децембру 1999. УНМИК је покренуо заједничку привремену административну структуру, привремени орган самоуправе на Косову и Метохији. Године 2001. УНМИК је донео Уставни оквир за привремену самоуправу којим је омогућен рад привремених институција самоуправе (ПИС). Према Уставном оквиру, ПИС су чиниле председник, Скупштина, влада и јединствени правосудни систем.
Године 2008. потписана је Декларација о независности Косова, коју је донело 109 од 120 посланика Скупштине Косова, укључујући тадашњег председника и премијера Косова у склопу ПИС. Међутим, законитост Декларације је спорна. У октобру 2008. Србија је затражила саветодавно мишљење Међународног суда правде (МСП), који је утврдио да Декларација није прекршила опште међународно право, јер се група грађана која је прогласила независност представила као „демократски одабране вође наших људи”, а не као народни посланици Скупштине у саставу ПИС. МСП је тада вештом игром речи отворено избегао да одговори на постављено питање, тако што је свој одговор ограничио само на правну оцену документа под називом „Декларација о независности Косова”, уместо да пружи правну оцену да ли је чин једностраног проглашења независности Косова био у складу с међународним правом. Међутим, Декларација крши осми члан Устава Србије, те је тиме незаконит по уставном праву Србије. Декларација такође крши Резолуцију 1244 с обзиром да је нису прихватиле обе стране већ само једна. Независност Републике Косово је признала 91 од свеукупно 193 државе чланице Уједињених нација.
Дијалог Београда и Приштине о темама од значаја за живот Срба и осталог неалбанског становништва на Косову и Метохији започели су у марту 2011. године у Бриселу, уз посредовање Европске уније. Дијалог је 2012. године подигнут на политички ниво, уз учешће председника владе Републике Србије и председника владе Републике Косово.

## Административна подела
Према институцијама Владе Републике Србије Косово и Метохија се дели на 5 округа: Косовски, Пећки, Призренски, Косовскомитровачки и Косовскопоморавски.
- Косовски округ има 10 општина: Подујево, Обилић, Приштина, Косово Поље, Глоговац, Штимље, Штрпце, Урошевац, Качаник и Липљан.
- Пећки округ има 5 општина: Исток, Пећ, Клина, Дечани и Ђаковица
- Призренски округ има 4 општине: Сува Река, Ораховац, Призрен и Гора.
- Косовскомитровачки округ има 6 општина: Зубин Поток, Лепосавић, Звечан, Косовска Митровица, Србица и Вучитрн.
- Косовскопоморавски округ има 4 општине: Косовска Каменица, Ново Брдо, Гњилане и Витина.[48]

## Демографија

### Етничке групе
| Етничке групе на КиМ                                                                                               |         |       |        |
| Година | Албанци | Срби1 | Остали |
| 1455 | 1%      | 98%   | 1%     |
| 1871 | 32%     | 64%   | 4%     |
| 1899 | 48%     | 44%   | 8%     |
| 1921 | 66%     | 26%   | 8%     |
| 1931 | 69%     | ?? %  | ? %    |
| 1939 | 60%     | 34%   | 5%     |
| 1948 | 68%     | 27%   | 5%     |
| 1953 | 65%     | 27%   | 6%     |
| 1961 | 67%     | 27%   | 6%     |
| 1971 | 74%     | 21%   | 5%     |
| 1981 | 77%     | 15%   | 8%     |
| 1991 | 82%     | 11%   | 7%     |
| 20002 | 88%     | 7%    | 5%     |
| 20072 | 92%     | 5%    | 3%     |
| 1 укључујући Црногорце 2 приближан податак Извор: Статистичка канцеларија КиМ-а, Светска банка (2000), OSCE (2005) |         |       |        |

Према попису из 2024. било је 1.586.659 становника. Демографска структура Косова и Метохије знатно се мењала током векова. Срби су са преко 98% према првом забележеном податку из 1455. године чинили апсолутну већину на Косову и Метохији. Међутим, услед исламизације коју је спроводило Османско царство, број Срба је опадао, док је број Арбанаса (данас Албанаца) био у порасту због њихове оданости Османлијама и прихватања ислама. Након Другог светског рата и успостављања Социјалистичке Аутономне Покрајине Косово, у покрајинском руководству превагу је временом однела албанска сепаратистичка струја, што је додатно смањило број Срба.
Рат на Косову и Метохији је додатно утицао на демографију Косова и Метохије, док се број становника знатно смањио. Након завршетка рата и мартовског погрома 2004. Срби и други неалбанци масовно напуштају простор Косова и Метохије услед континуираних напада албанских екстремиста и бивших припадника терористичке Ослободилачке војске Косова (ОВК). Међутим, услед финансијске кризе, број Албанаца се тренутно смањује. Срби данас већински насељавају север Косова и Метохије и српске енклаве.
Данас су два најбројнија народа на Косову и Метохији Албанци и Срби. Албанаца који живе и ноће на КиМ има око 700.000, док је Срба око 100.000. Међутим, услед финансијске помоћи Владе Републике Србије и српске дијаспоре, број Срба је тренутно у порасту.

### Религија
Србија је секуларна држава без државне религије. Слобода мисли, савести, уверења и вероисповести је изричито загарантована Уставом Србије. Ислам и хришћанство су две најраспрострањеније религије међу становништвом Косова и Метохије. Пре османског освајања Балканског полуострва, муслимана на простору Косова и Метохије није било. Међутим, услед процеса исламизације и плаћања џизије, Албанци су примили ислам, док су Срби остали верни Српској православној цркви. Косово и Метохија је данас 
друга територија са највећим бројем муслимана у процентима у Европи, после Турске. Поред Албанаца, остале значајне групе муслимана на Косову и Метохији чине Бошњаци, Турци, Ашкалије и Египћани.

### Службени језици
Службени језици на Косову и Метохији су српски и албански језик. Државни службеници углавном говоре само један од два језика у професионалном окружењу и ниједна владина организација нема сва своја документа доступна на оба језика. Поред њих, у употреби су и турски, ромски и бошњачки језик.

### Већи градови
| Највећи градови на Косову и Метохији Извор: Попис становништва 2024. | Највећи градови на Косову и Метохији Извор: Попис становништва 2024. | Највећи градови на Косову и Метохији Извор: Попис становништва 2024. | Највећи градови на Косову и Метохији Извор: Попис становништва 2024. | Највећи градови на Косову и Метохији Извор: Попис становништва 2024. | Највећи градови на Косову и Метохији Извор: Попис становништва 2024. | Највећи градови на Косову и Метохији Извор: Попис становништва 2024. | Највећи градови на Косову и Метохији Извор: Попис становништва 2024. | Највећи градови на Косову и Метохији Извор: Попис становништва 2024. | Највећи градови на Косову и Метохији Извор: Попис становништва 2024. |
|                                                                      | №                                                                    | Град                                                                 | Округ                                                                | Популација                                                           | №                                                                    | Град                                                                 | Округ                                                                | Популација                                                           |                                                                      |
| -------------------------------------------------------------------- | -------------------------------------------------------------------- | -------------------------------------------------------------------- | -------------------------------------------------------------------- | -------------------------------------------------------------------- | -------------------------------------------------------------------- | -------------------------------------------------------------------- | -------------------------------------------------------------------- | -------------------------------------------------------------------- | -------------------------------------------------------------------- |
| Приштина Призрен                                                     | 1.                                                                   | Приштина                                                             | Косовски                                                             | 143.469                                                              | 11.                                                                  | Подујево                                                             | Косовски                                                             | 20.330                                                               | Гњилане Урошевац                                                     |
| Приштина Призрен                                                     | 2.                                                                   | Призрен                                                              | Призренски                                                           | 76.850                                                               | 12.                                                                  | Ораховац                                                             | Призренски                                                           | 13.642                                                               | Гњилане Урошевац                                                     |
| Приштина Призрен                                                     | 3.                                                                   | Гњилане                                                              | Косовскопоморавски                                                   | 53.279                                                               | 13.                                                                  | Липљан                                                               | Косовски                                                             | 13.092                                                               | Гњилане Урошевац                                                     |
| Приштина Призрен                                                     | 4.                                                                   | Урошевац                                                             | Косовски                                                             | 48.472                                                               | 14.                                                                  | Сува Река                                                            | Призренски                                                           | 9.896                                                                | Гњилане Урошевац                                                     |
| Приштина Призрен                                                     | 5.                                                                   | Ђаковица                                                             | Пећки                                                                | 41.809                                                               | 15.                                                                  | Србица                                                               | Косовскомитровачки                                                   | 9.451                                                                | Гњилане Урошевац                                                     |
| Приштина Призрен                                                     | 6.                                                                   | Пећ                                                                  | Пећки                                                                | 41.171                                                               | 16.                                                                  | Чаглавица                                                            | Косовски                                                             | 8.487                                                                | Гњилане Урошевац                                                     |
| Приштина Призрен                                                     | 7.                                                                   | Косово Поље                                                          | Косовски                                                             | 40.962                                                               | 17.                                                                  | Качаник                                                              | Косовски                                                             | 8.276                                                                | Гњилане Урошевац                                                     |
| Приштина Призрен                                                     | 8.                                                                   | Матичане                                                             | Косовски                                                             | 38.360                                                               | 18.                                                                  | Душаново                                                             | Призренски                                                           | 7.870                                                                | Гњилане Урошевац                                                     |
| Приштина Призрен                                                     | 9.                                                                   | Косовска Митровица                                                   | Косовскомитровачки                                                   | 35.717                                                               | 19.                                                                  | Ајвалија                                                             | Косовски                                                             | 7.702                                                                | Гњилане Урошевац                                                     |
| Приштина Призрен                                                     | 10.                                                                  | Вучитрн                                                              | Косовскомитровачки                                                   | 28.150                                                               | 20.                                                                  | Обилић                                                               | Косовски                                                             | 7.634                                                                | Гњилане Урошевац                                                     |

## Привреда
Привреда Косова и Метохија је претрпела значајне последице политичких преокрета, нарочито током ратова у Југославији. Упркос смањењу стране помоћи, БДП је углавном порастао од завршетка рата на Косову и Метохији, упркос финансијској кризи 2007—2008. и каснијој европској дужничкој кризи. Поред тога, стопа инфлације је ниска. Највећи део економског развоја догодио се у сектору трговине, малопродаје и грађевинарства. Косово и Метохија су у великој мери зависни од дознака из дијаспоре, страних директних инвестиција и других прилива капитала. Године 2018. Међународни монетарни фонд је известио да отприлике једна шестина становништва Косова и Метохије живи испод границе сиромаштва и да је једна трећина радно способног становништва незапослена, што је представља највећу стопу у Европи.
Доминира услужни сектор, који чини 54% БДП-а и запошљава приближно 56,6% становништва. Индустрија је чинила 37,3% БДП-а и запошљава отприлике 24,8% радне снаге. Док пољопривреда чини само 6,6% БДП-а, она запошљава 18,7% радне снаге на Косову и Метохији, што је највећи проценат запослених у пољопривреди у региону после Албаније.
Косово и Метохија имају велике резерве олова, цинка, сребра, никла, кобалта, бакра, гвожђа и боксита. Пета је територија с највећим резервама лигнита на свету и трећа у Европи. Дирекција за руднике и минерале и Светска банка проценили су да су Косово и Метохија 2005. године имали минерале у вредности од 13,5 милијарди евра. 53% површине Косова и Метохије чини пољопривредно земљиште, 41% шумско, док 6% припада осталим типовима земљишта.
Косово и Метохија су историјски препознатљиви по производњи вина. Главни центар винске индустрије Косова и Метохије је у Ораховцу. Главне сорте чине пино ноар, мерлот и шардоне. Само постројење у Ораховцу који је имао приближно 36% укупне површине винограда имао је капацитет од око 50 милиона литара годишње. Највећи део производње вина био је намењен извозу. На свом врхунцу 1989. године, извоз из постројења у Ораховцу износио је 40 милиона литара и углавном се дистрибуирао на немачко тржиште.

### Туризам
Природа Косова и Метохија представља најзначајнији туристички ресурс ове покрајине. Захваљујући свом географском положају, у средишту Балканског полуострва у југоисточној Европи, Косово и Метохија представљају раскрсницу која историјски датира још од антике. Косово и Метохија чине везу између средња и јужне Европе, као и Јадранског и Црног мора.
Косово и Метохија су богати разним топографским карактеристикама, међу којима су високе планине, језера, кањони, стрме формације стена и реке. Планински запад и југоисток имају велики потенцијал за зимски туризам. Једна од најпопуларнијих дестинација за међународне туристе је Ски-центар Брезовица на Шар-планини, у непосредној близини Аеродрома Приштина (60 ) и Аеродрома Скопље (70 ).
Захваљујући богатој историји и материјалном наслеђу, Косово и Метохија су честа дестинација домаћих туриста из других делова Србије. Међу најпосећенијим дестинацијама спадају цркве и манастири Српске православне цркве широм Косова и Метохије. Међу најпознатијим су оне са списка Средњовековних споменика на Косову који је саставио Унеско у склопу Светске баштине, а на ком се налазе: манастир Високи Дечани, манастир Пећка патријаршија, црква Богородица Љевишка и манастир Грачаница.
Косово и Метохија такође поседују језера попут Батлавског које служи као популарна дестинација за водене спортове, камповање и пливање. Остале велике атракције чине административни центар Приштина, као и историјски градови Призрен, Пећ и Ђаковица, али и Урошевац и Гњилане.

### Саобраћај
Друмски превоз путника и терета је најчешћи облик превоза на Косову и Метохији. Постоје два главна аутопута: Р7 који повезује Косово и Метохију са суседном Албанијом и Р6 који повезује Приштину са Северном Македонијом. Изградња аутопута Р7.1, који ће водити до централне Србије, тренутно је у току.
Аутопут Р7 повезује Србију са албанском обалом Јадранског мора у Драчу. Након што деоница преосталог европског пута Е80 од Приштине до Мердара буде завршена, Косово и Метохија ће бити повезани са паневропским коридором 10 код Ниша. Аутопут Р6, који чини део европског пута Е65, други је аутопут изграђен у региону. Повезује Приштину са границом са Северном Македонијом у Ђенерал Јанковићу, који је удаљен око 20  од Скопља. Изградња аутопута започета је 2014. године, а завршена 2019.
На Косову и Метохији се налазе два аеродрома — Аеродром Приштина и Аеродром Ђаковица. Аеродром Приштина се налази југозападно од Приштине и једини је међународни аеродром на Косову и Метохији Аеродром Ђаковица је изградио КФОР након рата на Косову и Метохији, поред постојећег аеродрома који се користио у пољопривредне сврхе, а коришћен је углавном за војне и хуманитарне летове. У плану је да се Аеродром Ђаковица претвори у цивилни и комерцијални аеродром.

## Образовање
Након завршетка рата на Косову и Метохији и успостављања привремених институција самоуправе, већина образовних установа Србије на читавој територији Косова и Метохије бива узурпирано од стране Албанаца. Већина установа по систему Србије била је принуђена да се привремено премести у другу зграду, а често и у друго насеље. Данас на Косову и Метохији раде бројне основне и средње школе, као и Универзитет у Приштини са привременим седиштем у Косовској Митровици.
Развој вишег и високог образовања на Косову и Метохији почиње оснивањем прве Више педагошке школе у Приштини, школске 1958/59. године. Универзитет у Приштини основан је Законом о оснивању Универзитета у Приштини 18. новембра 1969. Универзитет је у складу са Законом о оснивању ове установе организовао наставни процес на српском и албанском језику. Данас на Косову и Метохији делују два истоимена Универзитета у Приштини, неповезана један с другим — Универзитет у Приштини на албанском језику који се одвија на првобитној локацији и прати наставни план и програм Републике Косово, као и Универзитет у Приштини на српском језику који је привремено пресељен у Косовску Митровицу по наставном плану и програму Републике Србије.
У Призрену постоји Богословија Св. Кирила и Методија, задужбина Симе Андрејевића Игуманова, која је почела са радом 1871. Призренска богословија је 1999. била принуђена да напусти Призрен и пресели се у Ниш где је наставила са радом. Током 2011. поново се вратила у Призрен где је у обновљеном здању наставила са својим активностима.

## Светска културна баштина
На Косову и Метохији се налазе многи средњовековни храмови Српске православне цркве од којих су четири на Унесковој листи Светске баштине: манастир Високи Дечани, манастир Пећка патријаршија, црква Богородица Љевишка и манастир Грачаница. Многи српски средњовековни храмови на Косову и Метохији су били паљени и оскрнављени од стране албанских екстремиста током мартовског погрома 2004.

## Спорт
Спортске манифестације организује Спортски савез Косова и Метохије, који је део Спортског савеза Србије,  уз помоћ Канцеларије за Косово и Метохију. Више хуманитарних организација сваке године организује разне хуманитарне спортске турнире за помоћ српском народу на Косову и Метохији. Од 1979. ради и Факултет за спорт и физичко васпитање Универзитета у Приштини.
Фудбалски савез Косова и Метохије је територијални савез у оквиру Фудбалског савеза Србије са седиштем у Косовској Митровици. Фудбалери Азиз Салиху, Владимир Дурковић, Фахрудин Јусуфи и Милутин Шошкић, родом са Косова и Метохије, играли су за репрезентацију Социјалистичке Федеративне Републике Југославије.
Неколико косовско-метохијских фудбалера одлучило је да представља различите европске нације, међу којима су Љорик Цана који је наступао за Албанију и Аднан Јанузај за Белгију. Такође, фудбалери као што су Ваљон Бехрами, Џердан Шаћири и Гранит Џака, дали су кључни допринос репрезентацији Швајцарске.

## Галерија
- Национални парк Проклетије
- Манастир Бањска
- Брезовица
- Улпијана
- Војиновића кула у Вучитрну
- Призрен зими
- Бели Дрим
- Горњи Стреоц
- Предео изузетних одлика Мируша
- Призренски Град
- Руговска клисура
- Хадум џамија у Ђаковици
- Насеља на Паштрику
- Манастир Девич
- Национални парк Шар-планина
- Језеро Газиводе
- Црква Светог Спаса у Призрену
- Околина насеља Јуник